# Фатима. Кавказская повесть (Поэма)
«Фатима» — поэма Коста Хетагурова. «Фатима» написана в жанре лиро-эпической поэмы. Впервые поэма опубликована в газете «Северный Кавказ» (№ 22—24, 1889 г.) с подписью: Коста. Поэма «Фатима» написана в конце 80-х годов XIX века и отражает события 50–70-х годов, связанные со сближением Северного Кавказа с Россией в результате завершения Кавказской войны. Коста обращается к сравнительно недавнему прошлому в поисках истоков и причин тех процессов, свидетелями которых он являлся и желал понять, к чему они могут привести родной народ в грядущем. Отсюда столь драматический накал борьбы различных мировоззрений, различных этических систем в «Фатиме»: как и прежде, речь идет о «веке минувшем» и «веке нынешнем», о патриархальных адатах и стихийном гуманизме народа. Это произведение считается не только самым известным творением автора (Н. Тихонов называет ее «самой сильной, зрелой и отточенной» из пяти поэм Хетагурова»), но и одним из лучших произведений осетинской литературы.

## Сюжет
Черкесский князь удочеряет подкинутую к нему девочку (Фатиму), которая вырастает в его семье и становится объектом любви его сына Джамбулата, а также батрака Ибрагима, который вынужден скрывать свои чувства. После начала кавказской войны Джамбулат уходит на войну и пропадает, и через несколько лет Фатима, отвергнув многих женихов, решает выйти замуж за Ибрагима. Её брак складывается счастливо, однако Джамбулат неожиданно спустя семь лет возвращается и требует, чтобы Фатима  оставила Ибрагима, а когда та отказывается, предательским выстрелом Джамбулат оборвет жизнь Ибрагима. Погибла и героиня поэмы, поскольку ее любящее сердце оказалось не готово принять такой удар – Фатима лишается рассудка. Ребёнка Ибрагима и Фатимы, маленького Джамбулата, увозит c собой русский инженер.

## Посвящение
Поэму предваряет посвящение, представляющее собой акростих («Аня иди за мной»). Этот акростих 5-го мая 1887 года Коста подбросил в окно Анне Яковлевне Поповой, которая проживала в доме на Почтовой улице. Впоследствии Коста этим акростихом предварил поэму «Фатима».

## Экранизации
- «Фатима» (СССР, «Грузия-Фильм», 1958)

## Отдельные издания
- Хетагуров Коста. Фатима : (Кавказская повесть) / худож. А. В. Джанаев.. — Орджоникидзе: Ир, 1971. — 62 с.
- Хетагуров Коста. Фатима : Кавказская повесть / текст парал.: рус. и осет. / пер. на осет. яз. Х.Н. Ардасенова, ил. УК. Канукова. — Орджоникидзе: Ир, 1979. — 143 с.
- Хетагуров Коста. Фатима : Кавказская повесть / текст : рус. и осет.. — Орджоникидзе: Ир, 1989. — 127 с.